# Kra (ožina)

Ožina Kra je najožji del Malajskega polotoka na jugu Tajske in Mjanmara. 

## Geografija
Vzhodni del hribovite pokrajine pripada Tajski, medtem ko zahodni del pripada Tanintharyi, upravni enoti Mjanmara. Na zahodu ožine je Andamansko morje, na vzhodu je Tajski zaliv.
Najožji del je med estuarijem reke Kra in zalivom Sawi, v bližini mesta Chumphon in ima širino 44 km, maksimalno višino 75 m  nad morsko gladino. 
Ožina Kra označuje mejo med dvema deloma osrednjih Kordiljer, gorske verige, ki teče iz Tibeta vzdolž Malajskega polotoka. Južni del se imenuje veriga Phuket, ki je nadaljevanje večjega pogorja Tenasserim, ki se razteza proti severu več kot 400 km daleč, prečka pa ga  prelaz Tri Pagode (Burmanščina: ဘုရားသုံးဆူ တောင်ကြားလမ်း, izgovori: [pʰajá θóʊɴ zù tàʊɴ dʑá láɴ];tajščina: ด่านเจดีย์สามองค์, RTGS: Dan Chedi Sam Ong, izgovori: [dàːn tɕeːdiː sǎːm ʔoŋ]). Na jugu, 45 km od Songkhla, so gore Titiwangsa.

## Zgodovina in kultura
8. decembra 1941 po lokalnem času, tik pred napadom na Pearl Harbor (7. decembra po hawajskem času), je cesarska japonska vojska pristala blizu Songkhla, Tajska in Kota Bharu, Malezija, s čimer se je začela na vojna na Tihem oceanu in začetek invazije na Tajsko in Malezijo, ki je dosegla vrhunec z zajetjem Singapurja. 

## Tajski prekop
Ker bi plovno pot okoli Malajskega polotoka skozi prekop čez ožino občutno skrajšala, je bila že v 17. stoletju načrtovana izgradnja prekopa Kra ali tajskega prekopa. Zaradi ogromnih stroškov in tudi zaradi predvidenih okoljskih problemov, je doslej ostalo le pri načrtih za izgradnjo tega prekopa v bližini najožje točke ali malo južneje od Surat Thani in Phangnga. Glede na poročila časopisov iz Tajske in Kitajske, ti pravijo, da imajo podpisan memorandum o soglasju iz 15. maja 2015, ki določa skupno načrtovanje in gradnjo takšnega prekopa.
Načrti prekopa so tudi geostrateško politično vprašanje: neizmerno pomembnost pristanišča Singapur, ki temelji na dejstvu, da so vse plovne poti okoli Malajskega polotoka. Plovni prekop skozi ožino Kra bi občutno zmanjšal ta pomen. Singapur je torej proti gradnji kanala. Nasprotno pa bi imela koristi od prekopa Kitajska; ker gre danes 90% svojega vitalnega uvoza nafte okoli Malezijskega polotoka. Prekop bi pot skrajšal za dobrih 1200 kilometrov, kar ustreza od dva do pet dni. 100.000 TDW  tankerji bi prihranili okoli 300.000 USA$.
Glede na govorice, projekt prekopa predvideva dolžino 120 km, širina 400 m in globino 20 m. To bi omogočilo prehod za neomejen dvosmerni promet tudi največjim ladjam. Rok izgradnje je ocenjen na 7 do 10 let, stroški gradnje na 28-36 mrd USA$. Predlagatelji bi bili China-Thailand Kra Infrastructure Investment and Development Company. Glede na zadnje javnomnenjske raziskave le okoli 30 % Tajcev podpira ta projekt. Bojijo se političnih nemirov, korupcije vlade, degradacije okolja in vse večjih razlik v že tako različno razvitih provincah desno in levo od možnega prekopa.